# 長鰭帶鰆亞目
長鰭帶鰆亞目為輻鰭魚綱鱸形目的其中一個亞目。

## 分類
長鰭帶鰆亞目其下僅有一科：
- 長鰭帶鰆科(Scombrolabracidae)